# Victor Buller Turner
El Tinent Coronel Victor Buller Turner VC CVO (17 de gener de 1900 – 7 d'agost de 1972) va ser un receptor anglès de la Creu Victòria, la màxima i més prestigiosa condecoració per valentia davant l'enemic que pot ser atorgada a les forces britàniques i de la Commonwealth.

## Biografia
Turner va néixer a Reading, Berkshire, fill de Charles Turner, del Royal Berkshire Regiment. Era el germà petit del tinent Alexander Buller Turner VC, i la seva família estava emparentada amb el General Sir Redvers Buller VC. Vivien a Thatcham House abans de traslladar-se a Suffolk després de la guerra.
Turner tenia 42 anys, i era un tinent coronel temporal a The Rifle Brigade (Prince Consort's Own) de l'Exèrcit Britànic durant la Segona Guerra Mundial.
El 27 d'octubre de 1942, a El Aqqaqir, al Desert Occidental (Egipte), durant la Segona Batalla d'El Alamein, el tinent coronel Turner comandava un batalló de la Rifle Brigada. Després de superar una posició alemanya, el batalló va defensar la posició Snipe enfrontar-se als contraatacs desesperats alemanys, portats a terme per 90 tancs, destruint o immobilitzant més de 50. durant l'acció, un dels canons de 6 lliures va ser deixat només amb un únic oficial i un sergent, i el tinent coronel Turner se'ls va unir com a carregador, destruint 5 tancs més. No va ser fins que el darrer tanc havia estat rebutjat que va consentir en què li curessin una ferida al cap.
La seva Creu Victòria està exposada al Royal Green Jackets Museum de Winchester, Anglaterra.